# Sagarmatha nationalpark
Sagarmatha nationalpark er en nationalpark som ligger i Nepal i en del af Himalaya-området og den sydlige del af bjerget Mount Everest. Parken blev grundlagt den 19. juli 1976 og i 1979 blev parken opført på UNESCO verdensarvsliste over natur-og kultursteder som har stor betydning for menneskeheden.
Nationalparken dækker et areal på 1.148 km² og varierer i højden fra det laveste punkt på 2.845 meter og til 8.850 meter på toppen af Mount Everest. Det meste af området i parken er et stærkt kuperet og brat terræn som er fuldt af flere dybe floder og isbræer. I modsætning til andre nationalparker kan denne park inddeles i fire klimazoner på grund af de store højdeforskelle. Disse klimazoner inkluderer en skovklædt lavere zone, en zone med alpint krat, den øvre alpine zone som omfatter øvre grænse for hvor vegetation kan overleve og ligger mellem 5.700 og 5.800 meter, og til slut er det den arktiske zone hvor hverken dyr kan leve eller planter kan vokse. Hvilke typer planter og dyr som findes i parken afhænger af højden i området.
Partialtrykket af ilt synker med højden. Derfor har de dyr som er fundet så langt oppe tilpasset sig og lever på mindre ilt og ved koldere temperaturer end det dyrene ved lavere temperaturer gør. Dyrene som lever i denne højde har tykkere pels for at holde på kropsvarmen . Nogle af dem har kortere lemmer for at hindre store tab af kropsvarme. Himalaya-bjørne går i dvalemodus i huler i løbet av vinteren når der ikke er mere mad tilgængelig det året.
Parkens besøgscenter ligger på toppen af en bakke i byen Namche Bazaar, hvor også et kompagni Nepals hær er stationeret for at beskytte parken. Parken sydlige indgang ligger nogle få hundrede meter fra Monzo på 2.835 meters højde, én dags vandring fra Lukla.
27°57′55″N 86°54′47″Ø / 27.96528°N 86.91306°Ø
- Wikimedia Commons har flere filer relateret til Sagarmatha nationalpark